# 中国农工民主党黑龙江省委员会
中国农工民主党黑龙江省委员会，简称农工党黑龙江省委、黑龙江农工党，是中国农工民主党在黑龙江省的地方组织。